# Emerich Robert
Pour les articles homonymes, voir Robert.
 (août 2015).
Emerich Robert, né Emmerich Magyar le 21 mai 1847 à Pest et mort le 29 mai 1899 à Wurtzbourg (Bavière), est un acteur, chanteur (ténor) et metteur en scène autrichien d'origine hongroise.